# Karl Decker (general)
Karl Decker (30 de noviembre de 1897 - 21 de abril de 1945) fue un general en la Wehrmacht de la Alemania Nazi durante la II Guerra Mundial quien se suicidó en la bolsa del Ruhr el 21 de abril de 1945. Recibió la Cruz de Caballero de la Cruz de Hierro con hojas de roble y espadas.

## Carrera militar
Karl Decker nació el 30 de noviembre de 1897 como el hijo de un oficial en Borntin en Pomerania. Se unió al servicio militar el 3 de agosto de 1914 y entró por primerva vez en combate en Prusia Oriental. Fue promovido a oficial candidato por valentía ante el enemigo y también recibió la Cruz de Hierro (1914) 2.ª Clase. Decker fue de nuevo ascendido en 1915 a teniente (Leutnant) y poco después recibió la Cruz de Hierro de 1.ª Clase. El mismo año, combatió en Polonia, Rusia y Curlandia (ahora Letonia). Después sirvió como líder de pelotón (Zugführer) de una unidad con metralleta, y después fue transferido a la academia (Feldkriegsschule) del 8.º Ejército alemán en 1916. Fue transferido al frente occidental en la primavera de 1917 y luchó en la Batalla de Lys donde su división sufrió graves pérdidas. Después sostuvo el puesto de adjunto del batallón. Durante 1918, fue asignado a la Escuela de Infantería en Döberitz como instructor de armamento.
Después de la capitulación del Imperio alemán, Decker fue aceptado en el Reichswehr en 1920 y sirvió con el 29.º Regimiento Jäger de la Reserva, el 5.º Regimiento Jäger y el 6.º Regimiento de Caballería. Fue promovido a Oberleutnant y Rittmeister durante esos destinos. Como mayor, fue transferido al estado mayor del 5.º Regimiento de Caballería conjuntamente con Horst Niemack. Poco después, fue reasignado de nuevo, esta vez en el 38.º Destacamento Blindado en Mühlhausen. Después sería comandante de esta unidad.
Esta unidad estaba subordinada a la 2.ª División Panzer durante la Invasión de Polonia y luchó bajo el comandamiento de Decker en las cercanías de Kraków y en el Paso de Jablonka. Durante la Batalla de Francia, Decker comandó un batallón del 3.º Regimiento Panzer en la 2.ª División Panzer. Esta unidad combatió en el Mosa, cerca de Sedán, San Quintín y Abbeville.
En la Campaña de los Balcanes, su regimiento luchó en Yugoslavia, el norte de Grecia, ocupó Atenas y cruzó el Canal de Corinto. Decker fue puesto al mando del 3.º Regimiento Panzer antes de que empezara la Operación Barbarroja. En la primavera de 1942, fue transferido al estado mayor del 9.º Ejército. En abril de 1943, fue seleccionado como comandante de la 5.ª División Panzer. Recibió las hojas de roble de la Cruz de Caballero el 4 de mayo de 1944 y fue ascendido a Generalleutnant.
Decker fue elegido comandante del XXXIX Cuerpo Panzer que era adjunto al 3.º Ejército Panzer y fue promovido a General der Panzertruppe el 1 de enero de 1945. Después de que su unidad fuera ubicada en el frente occidental, su cuerpo luchó contra los estadounidenses en Uelzen y en Alsacia. Aquí el 5.º Ejército Panzer estaba subordinado al Grupo de Ejércitos B. Decker se suicidó el 21 de abril de 1945 después de la derrota y cerco del Grupo de Ejércitos en la bolsa del Ruhr en abril.

## Condecoraciones
- Cruz de Hierro (1914) 2.ª Clase (22 de junio de 1915) & 1.ª Clase (1 de noviembre de 1916)[3]
- Cruz Hanseática de Hamburgo (20 de diciembre de 1917)[3]
- Recompensa al servicio en la Wehrmacht, 2.ª Clase (2 de octubre de 1936) & 1.ª Clase (3 de agosto de 1939)[3]
- Broche de la Cruz de Hierro (1939) 2.ª Clase (27 de septiembre de 1939) & 1.ª Clase (20 de noviembre de 1939)[3]
- Medalla de Herido (1939) en negro (26 de junio de 1940)[3]
- Medalla del Frente Oriental (15 de julio de 1942)[3]
- Insignia de Combate de Tanques en Bronce (2 de noviembre de 1943)[3]
- Cruz Alemana en Oro el 1 de agosto de 1942 como Oberst en el 3.º Regimiento-Panzer[4]
- Cruz de Caballero de la Cruz de Hierro con hojas de roble y espadas
  - Cruz de Caballero el 13 de junio de 1941 y Oberstleutnant y comandante del 3.º Regimiento Panzer[5]
  - Hojas de Roble el 4 de mayo de 1944 como Generalmajor y comandante de la 5.ª División Panzer[5]
  - Espadas el 26 de abril de 1945 (póstumamente) como General der Panzertruppe y comandante general del XXXIX. Cuerpo Panzer[Note 1]